# Михајло Лукић
Михајло Лукић (Вирје, 24. септембар 1886 — Загреб, 18. јул 1961) био је пешадијски бригадни генерал Југословенске војске и генерал Домобранства НДХ.

## Биографија

### Младост и образовање
Михајло Лукић рођен је у Вирју у српској породици. Отац га је након завршене гимназије у Бјеловару послао на школу за више кадете у Карловац. Потом је похађао Војну академију у Бечу коју је завршио пред почетак Првог светског рата.

### Војна служба
У рату учествује као новопечени официр аустроугарске војске. Након распада Аустроугарске, Лукић је постао официр војске Краљевине Срба, Хрвата и Словенаца где је успешно напредовао кроз војну хијерархију. На почетку Априлског рата, Лукић је био командант Триглавског алпског одреда.
Од оснивања Независне Државе Хрватске у априлу 1941. па до јуна, Лукић је био командант Осјечке дивизије. Од јула до октобра 1941. постаје командант Личке бригаде, чији се штаб налазио у Бихаћу. Такође је служио као обучени официр 2. италијанској армији, а био је и генерални инспектор пешадије.
Од касне 1941. до априла 1943. године био је командант 3. домобранског корпуса, који је деловао на већинском јужном делу Независне Државе Хрватске. 1942. отворено се противио томе да хрватски војници одлазе у немачке јединице, и говорио како су немачки економски интереси значајни интересима нове хрватске државе. Отишао је у пензију 1943. године. Пензионисан је јер се противио слању Хрвата у немачке легије и на Источни фронт.
Осуђен је на десетогодишњи затвор у комунистичкој Југославији. Сахрањен је на загребачком гробљу Мирогој.
Његов син Дарко Лукић био је пијаниста и професор на Музичкој академији у Загребу.